# Радус-Зенькович, Виктор Алексеевич

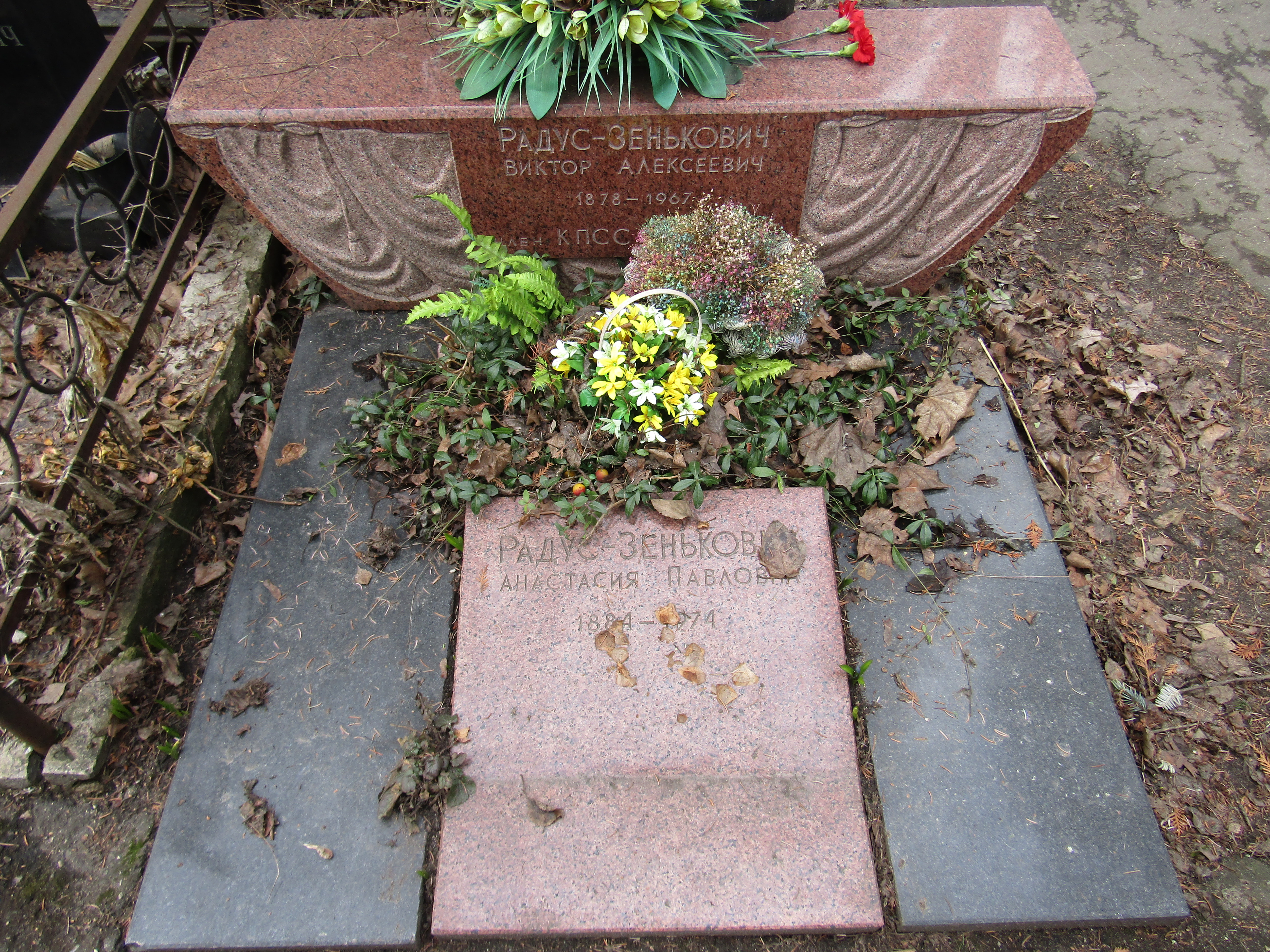
Надгробие

Виктор Алексеевич Ра́дус-Зенько́вич (31 декабря 1877 (12 января) 1878 года, Архангельск, Российская империя — 4 октября 1967, Москва, РСФСР) — советский партийный и государственный деятель, председатель СНК Киргизской (Казахской) АССР (1920—1921).

## Биография
Сын политического ссыльного.
Учился в Московском университете (не окончил). В 1898 г. вступил в РСДРП, большевик (партийная кличка "Егор"). Вел партработу в Николаеве, Баку (1906), Москве, Петербурге, Гельсингфорсе. В 1898 г. был арестован, осуждён к административной высылке, в 1899 г. — освобождён. В 1902 г. — вновь арестован, осуждён к административной высылке на 3 года в Иркутскую губернию; в августе 1902 года бежал. В 1902—1903 гг. — в эмиграции (Швейцария). В ноябре 1903 г. вернулся в Россию. В марте 1904 г. — вновь арестован, в следующем году — освобожден, но в 1906 г. опять подвергся аресту. В 1906—1907 гг. служил в русской армии, был демобилизован.
В 1908 г. был арестован, осуждён к 6-ти годам каторжных работ (Бутырская тюрьма); в 1913 г. был выслан в Иркутскую губернию. В марте 1917 г. был амнистирован и освобожден.
В 1917—1918 гг. — член исполнительного комитета Саратовского совета, комиссар по печати исполнительного комитета Саратовского совета, редактор газеты «Социал-демократ», «Красной газеты», «Известия Саратовского Совета» (Саратов). В 1918 г. — заместитель наркома труда РСФСР.
- 1919 г. — заведующий агитационно-пропагандистским отделом Саратовского губернского комитета РКП(б),
- 1919 г. — председатель исполнительного комитета Саратовского губернского Совета,
- 1919—1920 гг. — председатель Саратовского губернского революционного комитета,
- январь-июнь 1920 г. — председатель исполнительного комитета Саратовского губернского Совета,
- 1920 г. — председатель Революционного военного Совета 2-й Поволжской трудовой армии.

С августа 1920 г. по 1922 г. работал в Казахстане:
1920—1922 гг. — член Киргизского областного бюро ЦК РКП(б),
сентябрь-октябрь 1920 г. — председатель Киргизского революционного комитета,
1920—1921 гг. — председатель Совета Народных Комиссаров Киргизской (Казакской) АССР.
В 1922 г. — помощник прокурора РСФСР по общим вопросам.
В 1923—1930 гг. — член Центральной контрольной комиссии ВКП(б), в 1926—1930 гг. — кандидат в члены её Президиума. В 1925—1927 гг. — народный комиссар Рабоче-крестьянской инспекции Белорусской ССР и председатель Центральной контрольной комиссии КП(б) Белоруссии.
В 1930—1933 гг. — заместитель народного комиссара труда РСФСР. В 1933—1937 гг. — председатель ЦК Союза работников связи. В 1938—1940 гг. — начальник музейно-краеведческого управления Народного комиссариата просвещения СССР. С 1940 г. работал в Институте Маркса-Энгельса-Ленина — Маркса-Энгельса-Ленина-Сталина при ЦК ВКП(б)-КПСС.
Член Центральной Контрольной Комиссии РКП(б) — ВКП(б) (1923—1930). Делегат XII—XVII (1923—1925, 1930, 1934) и XXII (1961) съездов ВКП (б)-КПСС. Член Кироблбюро РКП (б), президиума Киробкома РКП (б) и Кирбюро ЦК РКП(б).
С 1956 года на пенсии.

## Награды и звания
Награжден орденом Ленина (1954) — в связи с пятидесятилетием общественно-политической деятельности и отмечая его активное участие в революционном движении и орденом «Знак Почёта».